# کارکس آزوایا
کارکس آزوایا (نام علمی: Carex azuayae) نام یک گونه از سرده جگن است.